# Wagon Pars

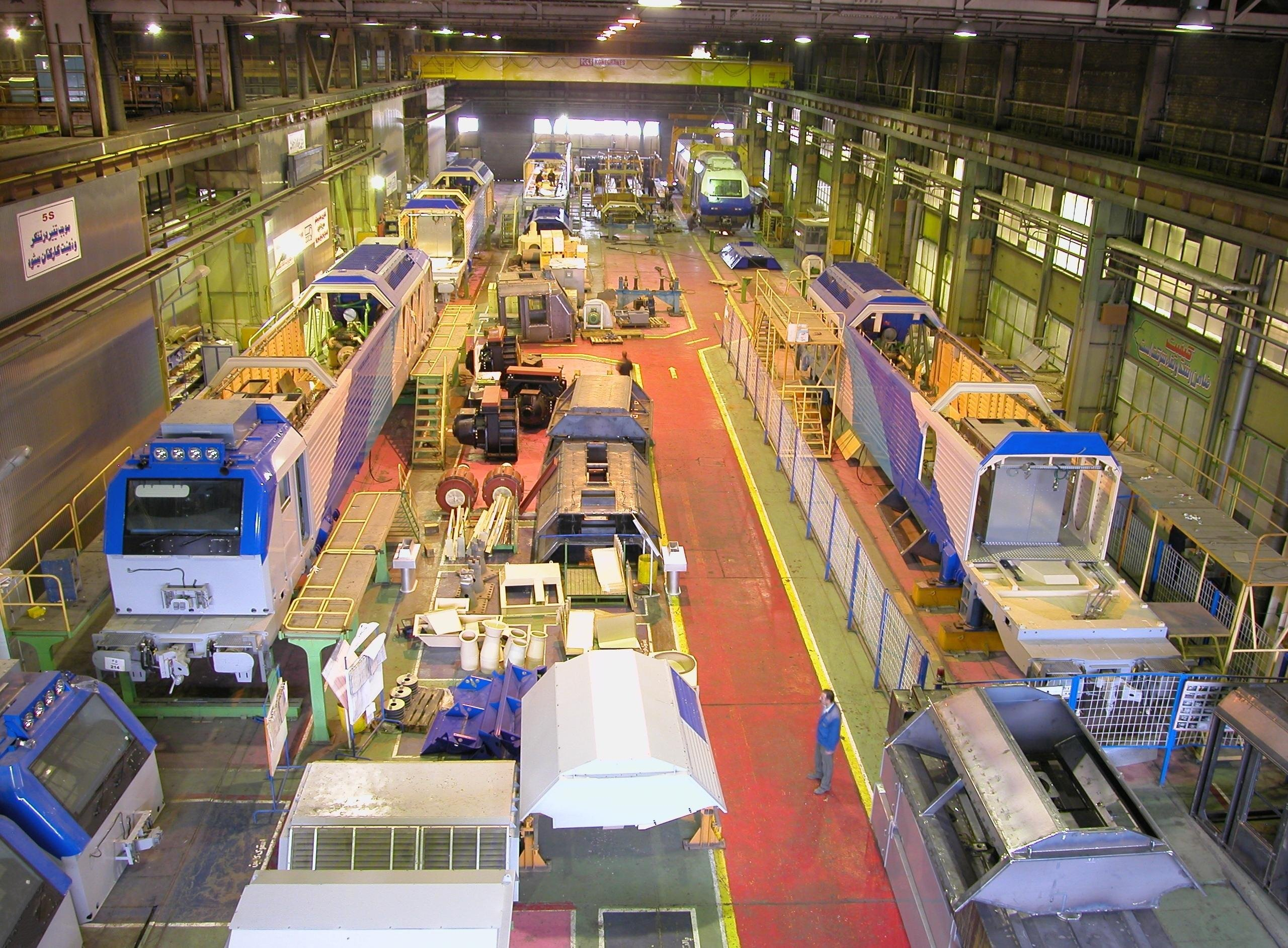
Produktion von Lokomotiven bei Wagon Pars

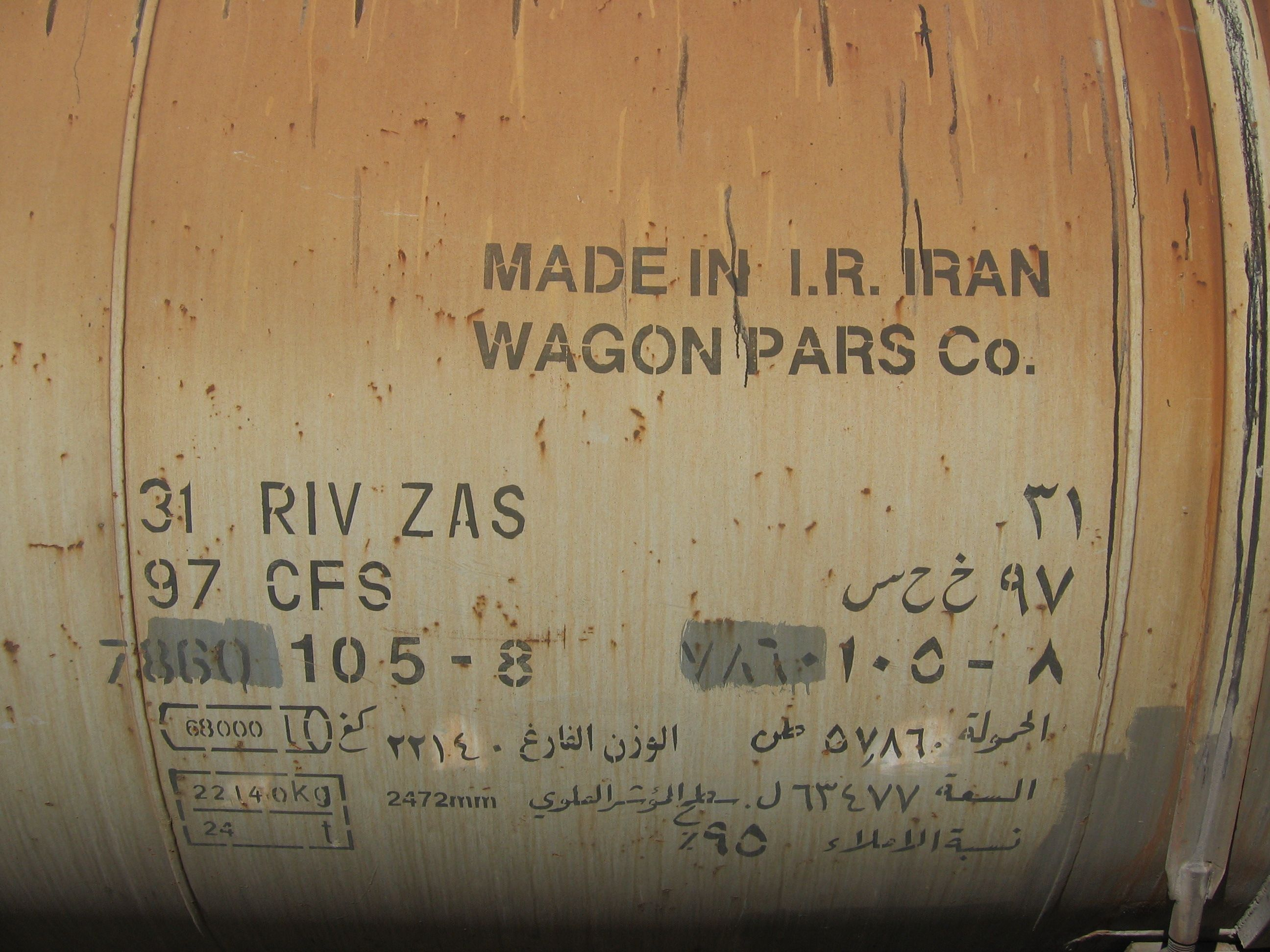
Kesselwagen der Syrischen Eisenbahn (CFS) für Flüssiggas, gebaut von Pars

Wagon Pars ist ein iranisches Unternehmen, das Lokomotiven, Züge, U-Bahnen und Güterwagen herstellt. Es wurde 1974 in Arak gegründet.

## Geschichte
1984 begann das Unternehmen mit der Produktion von Eisenbahnwagen. Technologien und Designs werden dabei von Bombardier, Alstom und Siemens übernommen.